# Stijn Ennekens
Stijn Ennekens (Diest, 25 november 1984) is een Belgisch wielrenner die anno 2012 uitkomt voor AN Post-Sean Kelly.

## Belangrijkste overwinningen
2000
- 1e Herman van Springel Diamonds
- 1e Keizer der Nieuwelingen - Tielt

2001
- 1e Liège - La Gleize

2002
- 2e Circuit du Brabant - Wallon

2004
- 1e etappe Triptyque des Barrages
- 1e Romsée - Stavelot - Romsée
- 3e in 2e etappe Ronde van Waals - Brabant
- 2e in Eindklassement Ronde van Waals - Brabant
- 3e Liedekerkse Pijl, interclubwedstrijd

2005
- 1e Zellik-Galmaarden
- 2e in 1e etappe Triptyque des Barrages

2006
- 1e etappe Ringerike GP

2007
- 2e in 4e etappe Ronde van Namen
- 6e Eindklassement Ronde van Namen
- 3e Textielprijs - Vichte

2008
- 27e etappe 1 Ronde van de Middellandse zee
- 62e etappe 2 Ronde van de Middellandse zee
- 32e etappe 3 Ronde van de Middellandse zee (aankomst op Mont Faron)
- 44e Omloop het Nieuwsblad
- 36e Nokere Koerse
- 101e Scheldeprijs
- 3e in 1e rit Ronde van Antwerpen
- Eindklassement Ronde van Antwerpen

2009
- 3e Brussel - Zepperen

## Grote rondes
Geen
Cappelle · De Wilde · De Zutter · Ennekens · François · Hoornaert · Meeusen · Moerman · Standaert · Van Braeckel · van Heeswijk · Van Loocke · Van Moer · Vanhuffel
Bagdonas · Bellis · Bennett · M.Cassidy · Christian · Downey · Eeckhout · Ennekens · Ghyllebert · Jans · Law · McLaughlin · McConvey · McNally · Mould · Segers · Vanbilsen · Wytinck